# Europese kampioenschappen wushu 2022
De Europese kampioenschappen wushu 2022 waren door de European Wushu Federation (EUWUF) georganiseerde kampioenschappen voor wushu-atleten. De eerste editie van de Europese kampioenschappen vond plaats van 13 tot 15 mei 2022 in het Bulgaarse Burgas.

## Belgische resultaten (taolu)[2]
- Amaury Blandaux
- Jelle Vlaeminck (gunshu)
- Sébastien Gérard
- Yuma Block
- Jimmy Mélisse (nanquan)